# Robert Piszko
Robert Dariusz Piszko – polski prawnik, dr hab. nauk prawnych, profesor uczelni Instytutu Nauk Prawnych Uniwersytetu Szczecińskiego.

## Życiorys
17 stycznia 1996 obronił pracę doktorską System prawny polski a normy pozaprawne. Aspekt teoretyczny. 26 września 2016 uzyskał stopień doktora habilitowanego na Wydziale Prawa, Administracji i Ekonomii Uniwersytetu Wrocławskiego na podstawie pracy zatytułowanej Granice decyzji sądowych. Został zatrudniony na stanowisku adiunkta w Katedrze Teorii i Filozofii Prawa na Wydziale Prawa i Administracji Uniwersytetu Szczecińskiego, oraz w Instytucie Finansów na Wydziale Nauk Ekonomicznych i Zarządzania Uniwersytetu Szczecińskiego.
Piastuje stanowisko profesora uczelni w Instytucie Nauk Prawnych na Uniwersytecie Szczecińskim.